# Henry Slade (médium)
Henry Slade (1835–1905) fue un famoso médium estadounidense, actividad que convirtió en su medio de vida tanto en Europa como en América del Norte.

## Biografía

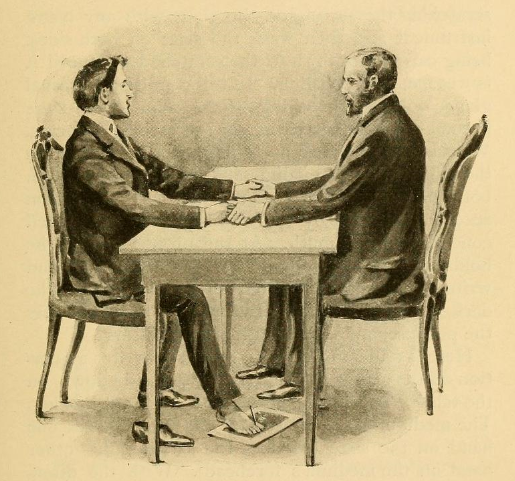
Uno de los métodos de escritura fraudulentos de Slade

Slade era sobre todo conocido como un médium de escritura en una pizarra. Durante sus sesiones, colocaba una pequeña tablilla con una tiza debajo de una mesa y decía que los espíritus la usarían para escribir mensajes. De acuerdo con Joe Nickell, Slade fue repetidamente descubierto fingiendo recibir mensajes espirituales en sus sesiones, produciendo estos presuntos fenómenos mediante una gran variedad de trucos de magia.
El escritor de ciencia Karen Stollznow ha señalado que:

"La escritura de pizarra era un simple truco de salón, que a menudo involucraba una pizarra de doble cara o una pizarra escondida sobre la que ya estaba escrito el mensaje. Muchos médiums fueron descubiertos fingiendo esta práctica, incluido Henry Slade, el hombre que ideó este fenómeno. Redactaba estos mensajes "escritos por los muertos" usando pequeños pedazos de tiza utilizando los dedos de ambas manos, los dedos de los pies o la boca".

En 1872, Slade fue descubierto mientras realizaba un fraude en Nueva York por John W. Truesdell, quien mantuvo dos sesiones con él. Durante la sesión, Truesdell notó como Slade usaba su pie para mover objetos debajo de la mesa, escribiendo en una pizarra. En otra sesión, Stanley LeFevre Krebs utilizó un espejo escondido para descubrir a Slade intercambiando pizarras y escondiéndolas en el respaldo de su silla.
En una sesión de espiritismo en 1876 en Londres, Ray Lankester y Bryan Donkin atraparon a Slade cometiendo un fraude. Lankester le arrebató la pizarra antes del momento en el que se suponía que debía escribirse el mensaje del "espíritu", y encontró que la escritura ya estaba allí. Fue juzgado por fraude el 1 de octubre de 1876 en Londres, siendo sentenciado a tres meses de prisión. Sin embargo, Slade apeló, basándose en que las palabras "por quiromancia o de otro tipo" se habían omitido en la acusación. Antes de que pudiera ser arrestado en una nueva vista, huyó a Estados Unidos.
Slade también realizó un truco en el que hacía sonar un acordeón con una mano debajo de la mesa. El mago Chung Ling Soo expuso cómo Slade había realizado el truco.
Johann Karl Friedrich Zöllner, Profesor de Física y Astronomía en la Universidad de Leipzig, realizó varios experimentos controlados poniendo a prueba a Slade, para evaluar sus afirmaciones sobre su presunta capacidad paranormal en 1877. Slade falló algunas de las pruebas llevadas a cabo en condiciones controladas, pero aun así logró engañar a Zöllner en varias otras. Hereward Carrington en su libro "Los fenómenos físicos del espiritismo" (1907) reveló los métodos fraudulentos (con diagramas de los trucos con cuerdas) que Slade utilizó en los experimentos de Zöllner.
En 1882, en Belleville, los asistentes a sesiones de espiritismo descubrieron a Slade dando golpes (presuntamente efectuados por los "espíritus") contra su silla, usando su pie para mover una pizarra, escribiendo mensajes "espirituales" y sustituyendo las pizarras. También fue desenmascarado como un fraude en 1885 por la Comisión Seybert, ya que se descubrió que había preparado mensajes sobre las tablillas.
El mago David Abbott en su libro "Behind the Scenes with the Mediums" (1908) reveló que Slade también usaría los dedos de sus pies para escribir mensajes en las tablillas.

## Confesión
El mago Harry Houdini se encontró con el antiguo médium Remigius Weiss en Filadelfia, quien había testificado a la Comisión Seybert que los métodos de Slade eran fraudulentos. Según Houdini, Weiss le había facilitado la "mejor exposición jamás escrita sobre las escrituras de la pizarra de Slade". Weiss también obtuvo una confesión firmada de Slade de que todas sus manifestaciones espiritualistas eran engaños realizados a través de trucos, y esta confesión fue reproducida por Houdini en su libro "Un mago entre los espíritus" (publicado por primera vez en 1924).